# Paolo Ameli

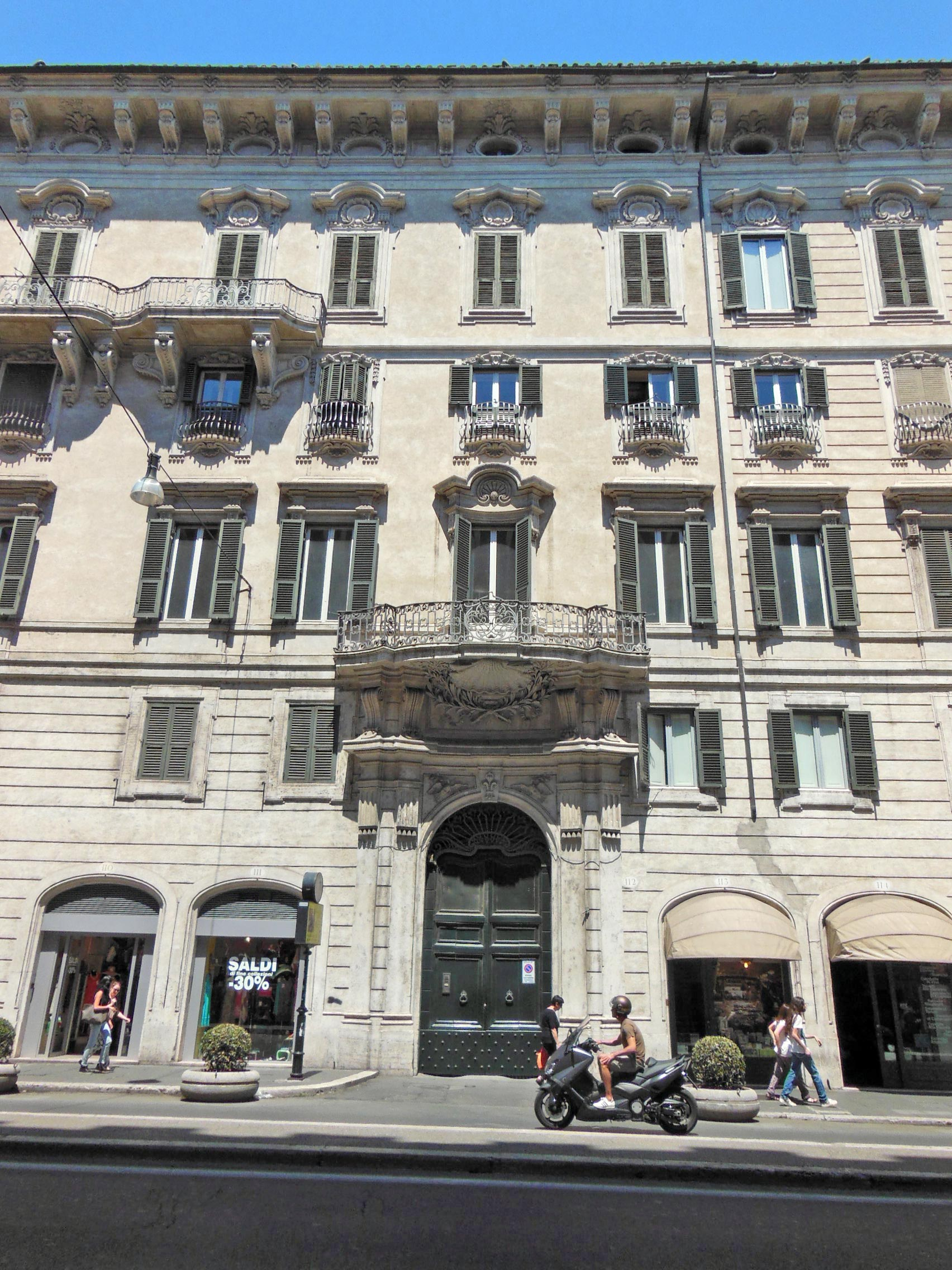
Palazzo Doria-Pamphili vid Via del Plebiscito i Rom.

Paolo Ameli (född 1713) var en italiensk arkitekt, verksam i Rom mellan 1739 och 1749. Hans främsta arkitektoniska verk är fasaden till Palazzo Doria-Pamphili vid Via del Plebiscito i Rom. Därtill ritade han palatsets paradtrappa.

## Verk i urval
- Palazzo Doria-Pamphili – sydfasaden och paradtrappan[2][3]